# Lanthenans
Lanthenans – miejscowość i gmina we Francji, w regionie Burgundia-Franche-Comté, w departamencie Doubs.
Według danych na rok 1990 gminę zamieszkiwało 60 osób, a gęstość zaludnienia wynosiła 18 osób/km² (wśród 1786 gmin Franche-Comté Lanthenans plasuje się na 683. miejscu pod względem liczby ludności, natomiast pod względem powierzchni na miejscu 936.).